# 224e division d'infanterie
La 224e division d'infanterie est une unité de l'armée allemande créée en 1916 qui participe à la Première Guerre mondiale.

## Chefs de corps
| Grade                        | Nom         | Date                             |
| ---------------------------- | ----------- | -------------------------------- |
| Generalmajor/Generalleutnant | Hans Rüstow | 3 octobre 1916 - 12 janvier 1919 |